# Museum van de bezetting van Letland
Het Museum van de bezetting van Letland is een museum en onderzoekcentrum in de Letse hoofdstad Riga volledig gewijd aan de periode 1940 tot 1991, toen het land bezet was door Nazi-Duitsland en een onderdeel was van de Sovjet-Unie als de Letse Socialistische Sovjetrepubliek. Het museumgebouw werd in 1971 gebouwd en functioneerde tot de val van de Sovjet-Unie als een museum voor de Letse Schutters. Het museum werd opgericht door de Letse regering in 1993 en opende later datzelfde jaar zijn deuren. 